# Glaciar Pío XI

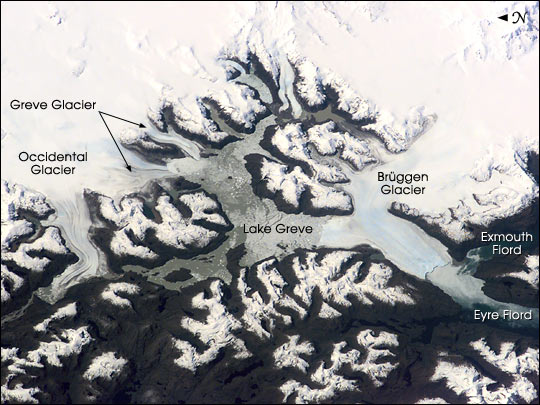
Glaciar Pío XI ou Brüggen

O Glaciar Pío XI, também conhecido como Glaciar Brüggen, fica localizado no sul do Chile, Região de Magalhães e Antártica Chilena. Ele está localizado dentro do Parque Nacional Bernardo O'Higgins.
Forma parte do conjunto de glaciares que compõem o Campo de gelo do sul da Patagónia, sendo o maior deles com 1265 km² de área. Desce pela vertente ocidental  través do fiorde Eyre num percurso de 64 km, convertendo-se desta maneira no glaciar mais extenso do hemisfério sul fora da Antártica.
Diferentemente do que acontece com a maioria dos glaciares do mundo, o Pío XI tem tido um importante avanço nas últimas décadas.
Seu nome foi dado em homenagem ao Papa Pio XI e ao geólogo chileno Juan Brüggen Messtorff (1887-1953).